# Rutger von Ascheberg
Pour les articles homonymes, voir Ascheberg (homonymie).
Rutger von Ascheberg (2 juin 1621 - 17 avril 1693) est un homme de guerre suédois.

## Biographie
Né en Courlande en 1621, sa famille est originaire de Westphalie. Il commence à servir très jeune dans l'armée suédoise durant la guerre de Trente Ans et part étudier en France pendant un an en 1639. Il reprend du service dans un régiment de cavalerie hessois au service de la Suède et participe à la bataille de Leipzig en 1642, pendant laquelle il est blessé. Il se distingue à plusieurs occasions en servant sous les ordres de Lennart Torstenson et de Carl Gustaf Wrangel et est promu aux grades de cornette en 1644, capitaine-lieutenant en 1645 et Rittmeister en 1646.
Il reste en Allemagne après la signature des traités de Westphalie et obtient un poste de bailli de 1651 à 1655, date à laquelle il est promu au grade de lieutenant-colonel dans l'armée suédoise, qui se prépare à entrer en guerre contre la république des Deux Nations. Après avoir remporté quelques succès au début de la première guerre du Nord, Ascheberg est promu colonel en 1656 et participe à l'attaque sur Copenhague en 1658, durant laquelle il est gravement blessé. Il est emmené en Suède pour son rétablissement, posant à cette occasion le pied en Suède propre pour la première fois alors qu'il sert dans l'armée suédoise depuis 24 ans.
Il est nommé général en 1674 et participe ensuite à la guerre de Scanie et se distingue lors des batailles de Halmstad et de Landskrona. À l'issue de la guerre, en 1678, il est promu Feld-maréchal, puis devient gouverneur général de la province de Skåneland en 1680 et membre du Conseil royal en 1681. Il meurt à Göteborg en 1693 et est enterré dans l'église allemande de la ville (Tyska kyrkan) l'année suivante. Il eut 12 enfants de son mariage avec Magdalena Eleonora von Bussech (1632-1690).
Une rue de Göteborg porte son nom. 